# EC 노부암부르구
이스포르치 클루비 노부암부르구(포르투갈어: Esporte Clube Novo Hamburgo)는 1911년 5월 1일에 창단한 브라질의 축구단으로, 히우그란지 주의 노부암부르구를 연고로 한다. 2017년 현재 히우그란지 주 축구 리그 캄페오나투 가우슈에 참가하고 있다. 가우샹 2017 시즌 노부암부르구는 역사상 최초로 주 리그에서 우승을 하였다.

## 역사
히우그란지 주 노부암부르구의 아담스 신발 공장에서는 해마다 이벤트를 개최하였는데, 바베큐 파티 이후 항상 축구를 하는 것이 그것이었다. 1911년 5월 1일 노동절 아담스 신발 공장의 노동자들이 축구단 창단을 모색하였고, 이내 축구 협회를 조직하였다. 초기에 구단명을 "아담스 FC"로 결정하려 하였으나, 최종적으로 지역명인 "SC 노부암부르구"가 선택되었다. 얼마 지나지 않아, 구단명은 EC 노부암부르구로 변경되었다.
1944년 제2차 세계 대전에 브라질이 연합국 진영에 참가하면서, 구단은 명칭을 변경해야했다. 이는 지역명 "노부암부르구"(Novo Hamburgo)가 독일의 함부르크의 지명을 따, "새로운 함부르크"(New Hamburg)라는 뜻이었기 때문이다. 이 시기에 도시명은 마헤샤우 플로리아누 페이소투로 변경되었고, 구단명 또한 EC 플로리아누로 변경되었다. 1968년 구단명은 본래의 EC 노부암부르구로 돌아왔다.

## 대회 경력
- 캄페오나투 가우슈
  - 우승 (1) : 2017
- 캄페오나투 가우슈 세리이 B
  - 우승 (2) : 1996, 2000
- 코파 메트로폴리타나
  - 우승 (2) : 2013, 2014

## 선수 명단

### 현역
참고: FIFA 자격 규정에 따라 소속된 국가대표팀 국기를 표시합니다. 선수는 복수의 FIFA 비회원국 국적을 가지고 있을 수 있습니다.
| 번호 | 포지션 | 국적 | 이름          |
| ---- | ------ | ---- | ------------- |
| -    | DF     |      | 줄리오 산토스 |

| 번호 | 포지션 | 국적 | 이름 |
| ---- | ------ | ---- | ---- |

## 역대 감독
| 감독                   | 임기        |
| ---------------------- | ----------- |
| 오투 붐베우            | 1937 ~ 1938 |
| 호제르 마샤두 마르케스 | 2015        |